# تشاد فليشر
تشاد فليشر (بالإنجليزية: Chad Fleischer)‏ هو متزحلق جبال الألب أمريكي، ولد في 4 يناير 1972 في كولمبوس في الولايات المتحدة.

## وصلات خارجية
- تشاد فليشر على موقع الاتحاد الدولي للتزلج (التزلج على المنحدرات الثلجية) (الإنجليزية)
- تشاد فليشر على موقع أوليمبيديا (الإنجليزية)